# Liste der Kulturdenkmäler in Schauerberg
In der Liste der Kulturdenkmäler in Schauerberg sind alle Kulturdenkmäler der rheinland-pfälzischen Ortsgemeinde Schauerberg aufgeführt. Grundlage ist die Denkmalliste des Landes Rheinland-Pfalz (Stand: 14. Dezember 2023).

## Einzeldenkmäler
| Bezeichnung    | Lage                               | Baujahr | Beschreibung                              | Bild |
| -------------- | ---------------------------------- | ------- | ----------------------------------------- | ---- |
| Friedhofskreuz | Hauptstraße, auf dem Friedhof Lage | 1871    | Friedhofskreuz, bezeichnet 1871           | BW   |
| Wohnhaus       | Hauptstraße 12 Lage                | 1859    | klassizistischer Putzbau, bezeichnet 1859 | BW   |